# Казакша курес
Казакшá курéс (каз. қазақша күрес — «боротьба по-казахському»: каз. қазақша — «по-казахському», күрес — «боротьба») — казахська національна боротьба. Казакша курес є одним із стародавніх видів спорту у казахів. У сучасному Казахстані дане єдиноборство користується великою популярністю, а змагання з казакша курес проводяться на святах і урочистостях. Із 1938 року входить до програми республіканських змагань. У 2016 році ЮНЕСКО, зазначивши вплив на зміцнення відносин між громадами, заснованих на принципах толерантності, доброї волі і солідарності, внесла казакша курес до репрезентативного списку нематеріальної культурної спадщини людства.

## Опис

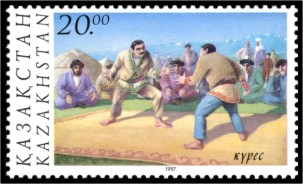

Раніше в казакша курес не було ні вікових, ні вагових обмежень. Нині в даному виді спорту встановлені певні правила щодо єдиної форми і техніки ведення боротьби. Форма борців казакша курес кілька схожа з формою самбіста. На відміну від самбо, в казакша курес куртка (каз. шапан має короткі рукави, невеликі нашивки на плечах (для захоплення). Шиється куртка з міцнішого матеріалу. За пояс і вище пояса дозволяються будь-які захоплення. Мета сутички — кинути супротивника на спину.

## Основні правила
У казакша курес дозволені захоплення за верхню частину тіла. Боротьба проводиться в стійці. Проходи в ноги заборонені. Можна проводити захоплення за куртку і за пояс. Дозволені прийоми поясної боротьби (каз. белбеу күрес Можна робити підсікання, зачепи ногами, прийоми через стегно. У жодному разі не можна торкатися коліном килима, через це дають попередження.
Казакша курес за технікою схожа з грузинською (чидаоби), башкирської (куреш) та узбецької боротьбою (кураш). Прийоми казакша курес були включені до техніки боротьби самбо. Найчастіше борці казакша курес (палуани) беруть участь у різних змаганнях із самбо та дзюдо.

## «Қазақстан барысы», «Еуразия барысы», «Әлем барысы»
Із 2012 року в Казахстані щорічно проводять республіканський турнір з қазақша күрес «Қазақстан барысы». Робиться це для популяризації цього національного виду спорту. Турнір проводиться в місті Тараз. У турнірі беруть участь спортсмени з усього Казахстану. Згідно з правилами, борці виступають в абсолютній ваговій категорії. Так само в місті Тараз проводиться міжнародний турнір «Еуразия барысы». Тут беруть участь борці з Європи та Азії. Постійними учасниками є борці з Ірану, Монголії, Росії, Польщі, Узбекистану, Киргизстану, Таджикистану, України, Китаю та Казахстану.
А у 2014 році в місті Павлодар уперше відбувся світовий турнір з қазақша күрес «Әлем барысы». Спортсмени з усього світу відвідали цей турнір.

## Техніка казакша-курес
Шалып лақтыру — кидки підніжками. Займають одне з провідних місць у технічному арсеналі. Розрізняють передні, задні та бічні підніжки. Прийом виконується як під одну, так і під обидві ноги противника. Атакуючий борець кидає суперника на спину через свою підставлену ногу.
Қағып лақтыру — кидки підсічками. Поділяються на передні, задні, бічні та підсічки зсередини.
Иіліп лактыру  [иылып лактыру] — кидки заціпом. У термінології самбо це — зачепи гомілкою.
Лақтыра жығу — кидки підхопленням. Це кидки, за яких нога (ноги) супротивника підбивається спереду або зсередини задньою частиною ноги.
Арқадан асырып лақтыру — кидки підворотом. У термінології самбо — кидки через спину. Виконуються за рахунок повороту до супротивника спиною з подальшим нахилом і падінням вперед у бік кидка.
Еңкейіп лақтыру — кидки нахилом. Прийоми для фізично сильних борців. Найчастіше застосовуються як контрприйоми і виконуються в той момент, коли супротивник намагається захопити пояс через плече борця. У цей момент борець, що проводить кидок, повинен рухом голови назад ривком випростати тулуб, розігнути ноги в колінних суглобах і підняти супротивника на себе вгору, після чого за рахунок різкого нахилу тулуба вперед і опускання на коліна кинути супротивника.
Көтермелеп лақтыру — кидки підсадом. Відомі в казахській боротьбі з глибокої давнини. Виконуються підсадом зовні та підсадом зсередини з різними варіантами захоплень.
Айналдырып лақтыру — кидки з кружлянням. Жорстокі прийоми, відомі в казахській боротьбі здавна. Силачі піднімали суперників на рівень плечей і навіть вище голови, кружляли їх навколо себе і виконували різні прийоми: кидали через підставлену стегно, спину, або виконували кидки з зачепом зовні. Борця, який володів технікою цього прийому, суперники боялися. Деякі фізично слабкі борці після таких кидків зазнавали травм.
Тонкалана асып домалай лақтыру — кидки перекатом. Проводяться при обопільному захопленні за пояс, атакуючий, виконуючи кидок, падає на бік, тягнучи за собою противника, зусиллям рук перекидає його за себе в бік кидка та утримує на спині.
Кеудеден лақтыру — кидки прогином. У термінології самбо — кидки через груди.
Орап лақтыру — кидки обвивом. У самбо ці прийоми є різновидом зацепів.